# Athletic Club Orestiada
Le AC Orestiada est un club majeur de volley-ball grec basé à Orestiada, et évoluant au plus haut niveau national.

## Palmarès
Néant.

## Effectif de la saison en cours
Entraîneur : Milan Djuric  Croatie ; entraîneur-adjoint : Anasthasios Blasakidis  Grèce
| Numéro | Nom                      | Taille | Nationalité          | Poste |
| 1      | Georgios SIANTIDIS       | 2,02   | Grèce                | C     |
| 2      | Konstantinos TZANTARMAS  | 2,00   | Grèce                | C     |
| 3      | Theodoros MPEKIARIS      | 1,96   | Grèce                | R/A   |
| 4      | Stylianos KEMANETZIS     | 1,95   | Grèce                | C     |
| 5      | Isidoros DIMITROUDIS     | 1,85   | Grèce                | L     |
| 6      | Theodoros MPOZIDIS       | 1,96   | Grèce                | P     |
| 7      | Nikolai JELIAZKOV        | 1,98   | Bulgarie             | C     |
| 9      | Anasthasios NTANTIS      | 1,98   | Grèce                | R/A   |
| 10     | Ioannis DIMITROUDIS      | 1,89   | Grèce                | P     |
| 11     | Dimitrios BLASAKIDIS     | 1,93   | Grèce                | L     |
| 12     | James PELZEL             | 1,95   | États-Unis           | R/A   |
| 13     | Ilias GRAMMATIKOPOULOS   | 1,99   | Grèce                | A     |
| 15     | Mitar DJURIC             | 2,03   | Serbie-et-Monténégro | R/A   |
| 16     | Milan VASIC              | 2,04   | Serbie-et-Monténégro | A     |
| 18     | Konstantinos MPARMPOUDIS | 1,93   | Grèce                | R/A   |

## Joueurs majeurs
Yuriy Korovyansky  Ukraine (Receptionneur-attaquant, 1,94m)